# La vera costanza
La vera costanza és una òpera de Joseph Haydn, amb llibret de Pasquale Anfossi. S'estrenà al Palau d'Esterházy de Fertőd (Hongria) el 25 d'abril de 1779. La història explora els problemes d'una heroïna sentimental abandonada per un amant boig.